# Ginnastica ai Giochi della XXXI Olimpiade - Concorso individuale maschile
Il concorso generale individuale maschile ai Giochi di Rio de Janeiro 2016 si è svolto nella HSBC Arena il 10 agosto.
I migliori 24 ginnasti che competono in questa gara vengono scelti durante la fase di qualificazione, dove vengono anche scelti i migliori 8 ginnasti di ogni attrezzo che parteciperanno nelle finali di specialità.
A causa della regola dei passaporti "two per country", solo due ginnasti di ogni nazione possono partecipare alla finale all-around.

## Vincitori
| Oro                     | Argento                | Bronzo                   |
| Kōhei Uchimura Giappone | Oleh Vernjajev Ucraina | Max Whitlock Regno Unito |

## Classifica
| Pos.    | Ginnasta              | Nazione     | Attrezzo     | Attrezzo | Attrezzo | Attrezzo  | Attrezzo  | Attrezzo | Totale |
| Pos.    | Ginnasta              | Nazione     | Corpo libero | Cavallo  | Anelli   | Volteggio | Parallele | Sbarra   | Totale |
| ------- | --------------------- | ----------- | ------------ | -------- | -------- | --------- | --------- | -------- | ------ |
| Oro     | Kōhei Uchimura        | Giappone    | 15.766       | 14.900   | 14.733   | 15.566    | 15.600    | 15.800   | 92.365 |
| Argento | Oleh Vernjajev        | Ucraina     | 15.033       | 15.533   | 15.300   | 15.500    | 16.100    | 14.800   | 92.266 |
| Bronzo  | Max Whitlock          | Regno Unito | 15.200       | 15.875   | 14.733   | 15.133    | 15.000    | 14.700   | 90.641 |
| 4       | David Beljavskij      | Russia      | 15.000       | 14.766   | 14.533   | 15.133    | 15.933    | 15.133   | 90.498 |
| 5       | Lin Chaopan           | Cina        | 14.866       | 14.833   | 14.733   | 14.966    | 15.666    | 15.166   | 90.230 |
| 6       | Deng Shudi            | Cina        | 14.966       | 14.533   | 14.433   | 15.266    | 15.966    | 14.966   | 90.130 |
| 7       | Samuel Mikulak        | Stati Uniti | 15.200       | 14.600   | 14.366   | 14.566    | 15.766    | 15.133   | 89.631 |
| 8       | Nile Wilson           | Regno Unito | 14.900       | 14.066   | 14.933   | 15.000    | 15.700    | 14.966   | 89.565 |
| 9       | Sergio Sasaki         | Brasile     | 14.833       | 14.766   | 14.433   | 15.200    | 14.966    | 15.000   | 89.198 |
| 10      | Jossimar Calvo        | Colombia    | 14.650       | 14.700   | 14.433   | 14.833    | 15.366    | 14.933   | 88.915 |
| 11      | Ryohei Kato           | Giappone    | 15.266       | 14.900   | 14.566   | 15.058    | 14.900    | 13.900   | 88.590 |
| 12      | Eddy Yusof            | Svizzera    | 14.633       | 14.033   | 14.716   | 15.066    | 14.933    | 14.533   | 87.914 |
| 13      | Nikolaj Kuksenkov     | Russia      | 14.733       | 13.300   | 14.700   | 14.966    | 15.233    | 14.800   | 87.732 |
| 14      | Christopher Brooks    | Stati Uniti | 14.600       | 13.200   | 14.633   | 14.933    | 15.066    | 15.200   | 87.632 |
| 15      | Bart Deurloo          | Paesi Bassi | 14.666       | 14.733   | 14.633   | 14.700    | 14.300    | 14.566   | 87.598 |
| 16      | Pablo Braegger        | Svizzera    | 14.933       | 14.033   | 13.908   | 14.300    | 15.033    | 15.166   | 87.373 |
| 17      | Mariano Arthur        | Brasile     | 15.133       | 13.400   | 14.133   | 14.766    | 14.633    | 15.266   | 87.331 |
| 18      | Andrėj Lichavicki     | Bielorussia | 14.300       | 15.033   | 13.933   | 14.033    | 14.966    | 14.366   | 86.631 |
| 19      | Marcel Nguyen         | Germania    | 14.733       | 12.666   | 14.600   | 14.666    | 14.900    | 14.466   | 86.031 |
| 20      | Andreas Bretschneider | Germania    | 14.733       | 13.500   | 13.833   | 14.533    | 14.533    | 13.833   | 84.965 |
| 21      | Axel Augis            | Francia     | 13.933       | 13.100   | 13.933   | 14.266    | 14.766    | 12.900   | 82.898 |
| 22      | Oleg Stepko           | Azerbaigian | 12.266       | 13.100   | 14.533   | 14.916    | 13.800    | 10.466   | 79.081 |
| 23      | Marios Georgiou       | Cipro       | —            | —        | —        | 12.833    | 12.466    | 9.433    | —      |
| 24      | Manrique Larduet      | Cuba        | —            | —        | 15.133   | 14.000    | —         | —        | —      |